# Джин Сіммонс (музикант)
Джин Сіммонс (англ. Gene Simmons, ім'я при народженні — Хаїм Віц; 25 серпня 1949, Тірат-Кармель, Ізраїль) — американський бас-гітарист, вокаліст, актор і підприємець. Найбільш відомий як один із засновників групи Kiss, який виступає під сценічним псевдонімом The Demon, пускаючи з рота штучну кров, дихаючи вогнем і висовуючи язик.
Він живе у Беверлі-Гіллз, Каліфорнія разом з дружиною Шеннон Твід. Має двох дітей: син Нік Сіммонс (нар. 22 січня 1989) і донька Софі Сіммонс (нар. 7 липня 1992).

## Біографія

### Ранні роки
Джин Сіммонс народився під ім'ям Хаїм Віц 25 серпня 1949 в місті Тірат-Кармель, Хайфський округ, Ізраїль в родині єврейських мігрантів з Угорщини. Його матір, Флоренц Кляйн (першопочатково Флора Ковач) була родом із села Янд, що нині знаходиться в мед'є Саболч-Сатмар-Берег, та пережила перебування в нацистському концентраційному таборі. Вона та її брат Ларрі Кляйн були єдиними з їхньої родини хто пережив голокост. Його батько, Ференц Єгєль Вітц, був тесляром. Джин Сіммонс провів дитинство в місті Тірат-Кармель. Вже змалечку він захоплювався грою на гітарі та грав на ній цілими годинами. За спогадами самого Джина, його родина була злиденною і харчувалася пайками із хліба та молока. У віці семи років Джин разом із другом почав збирати дикі фрукти і продавати їх на узбіччі.
Коли Джину було 8 років, матір разом із ним переїхала до Нью-Йорка. Його батько залишився в Ізраїлі з ще одним сином та трьома доньками. Живучи в США, Джин змінив ім'я на Юджин Кляйн, взявши дошлюбне прізвище матері. В 9 років він протягом невеликого часу відвідував школу єврейську релігійну школу «Yeshiva Torah Vodaas» перед тим як перейти до звичайної публічної школи. Пізніше він навчався в Річмонд-Коледжі та Громадському коледжі округу Салліван, обидва з яких в знаходяться в Нью-Йорку. Тоді він взяв собі сценічний псевдонім «Джин Сіммонс», запозичивши його в співака жанру рокабілі — Джампін Джин Сіммонс. Перед початком своєї музичної кар'єри Джин Сіммонс працював на різноманітних роботах в Нью-Йорку, зокрема гарно справляючись із друкуванням на друкарській машинці він попрацював помічником редактора модного журналу Vogue, а також пропрацював декілька місяців інструктором в Верхньому Вест-Сайді.
Гурт The Beatles дуже сильно вплинули на Джина Сіммонса. За його словами: «Те що я роблю зараз було би неможливим якби не Beatles. Я дивився Шоу Еда Саллівана і там я побачив їх. Ці худі молоді хлопці, трохи андрогінні, із довгим волоссям як в дівчат. Мене вразило те що ці четверо хлопців із якоїсь глухомані могли робити таку музику».

### Музична кар'єра
Сіммонс почав музичну кар'єру ще підлітком, із гурту «Lynx», який пізніше був перейменований на «Missing Links». Зрештою, він розпустив гурт, щоб заснувати інший — «Long Island Sounds», назва якого є каламбуром на протоку Лонг-Айленд (в англійській мові слово «sound» є омонімом, воно має значення «звук» та «протока»). Паралельно із грою в цих гуртах Джин працював на низькооплачуваних роботах на стороні щоб заробити більше грошей, наприклад продавав використані книжки із коміксами. Пізніше він приєднався до нового гурту — «Bullfrog Bheer». Цей гурт записав демо-пісню «Leeta».
На початку 1970-их років Джин Сіммонс разом із Стенлі Айзеном (зараз відомий як Пол Стенлі) заснував гурт «Wicked Lester» та записав один альбом, який так і не був випущений. Незадоволені музикою та виглядом гурту, Сіммонс та Стенлі вирішили звільнити інших учасників гурту, але ця ідея наштовхнулась на опір, тому Сіммонс та Стенлі самі вийшли із гурту, який якраз збирався підписувати контракт на запис із Epic Records. Вони вдвох вирішили створити «справжній рок-гурт» та почали шукати барабанщика. Вони знайшли оголошення розміщене Джорджем Пітером Джоном Кріскулою (зараз відомий як Пітер Крісс), який на той момент грав у клубах в Брукліні, і запросили його до себе. Ще трохи згодом на оголошення, яке тріо розмістило в газеті The Village Voice, відгукнувся Пол Фрейлі (зараз відомий як Ейс Фрейлі), який став соло-гітаристом новоствореного гурту Kiss. В 1974 році гурт випустив свій дебютний альбом, який називався так само як і гурт — Kiss. Стенлі зайняв роль головного виконавця на сцені, а Сіммонс став рушійною силою того, що пізніше переросло в Kiss-мерчендайзінг.